# Croton pynaertii
Espèce
Classification APG III (2009)
Croton pynaertii est une espèce de plantes à fleurs du genre Croton et de la famille des Euphorbiaceae, présente en République démocratique du Congo.